# Phyllis Avery
Phyllis Avery (New York, 14 novembre 1922 – Los Angeles, 19 maggio 2011) è stata un'attrice statunitense.

## Vita privata
Dal 1944 al 1955 fu sposata con l'attore, regista e produttore Don Taylor.

## Filmografia parziale

### Cinema
- Sogni ad occhi aperti (Queen for a Day), regia di Arthur Lubin (1951)
- Ruby, fiore selvaggio (Ruby Gentry), regia di King Vidor (1952)
- La felicità non si compra (The Best Things in Life Are Free), regia di Michael Curtiz (1956)
- Made in America, regia di Richard Benjamin (1993)
- The Secret Life of Girls, regia di Holly Goldberg Sloan (1999)

### Televisione
- The Doctor – serie TV, episodio 1x02 (1952)
- Meet Mr. McNutley – serie TV, 76 episodi (1953-1955)
- Schlitz Playhouse of Stars – serie TV, 6 episodi (1953-1958)
- Telephone Time – serie TV, episodio 2x23 (1957)
- Richard Diamond (Richard Diamond, Private Detective) – serie TV, 3 episodi (1957-1959)
- Man with a Camera – serie TV, episodio 1x04 (1958)
- Peter Gunn – serie TV, episodio 2x33 (1960)
- The Clear Horizon – serie TV, 256 episodi (1960-1962)
- The Greatest Show on Earth – serie TV, episodio 1x20 (1964)
- Mr. Novak – serie TV, 16 episodi (1964-1965)
- L'ultimo bambino (The Last Child) – film TV (1971)